# Nadina Mountain
Nadina Mountain är ett berg i Kanada.   Det ligger i provinsen British Columbia, i den centrala delen av landet, 3 700 km väster om huvudstaden Ottawa. Toppen på Nadina Mountain är 2 092 meter över havet, eller 30 meter över den omgivande terrängen. Bredden vid basen är 0,37 km.
Terrängen runt Nadina Mountain är huvudsakligen kuperad, men den allra närmaste omgivningen är bergig. Nadina Mountain är den högsta punkten i trakten. Trakten runt Nadina Mountain är nära nog obefolkad, med mindre än två invånare per kvadratkilometer.. Det finns inga samhällen i närheten. 
I omgivningarna runt Nadina Mountain växer i huvudsak barrskog.